# Boiry-Becquerelle
Boiry-Becquerelle è un comune francese di 416 abitanti situato nel dipartimento del Passo di Calais nella regione dell'Alta Francia.

## Società

### Evoluzione demografica
Abitanti censiti